# Tetrastemmatidae
Famille
Les Tetrastemmatidae sont une famille de vers de l'embranchement des Nemertea ( « vers rubans » ).

## Liste des genres
- Africanemertes Stiasny-Wijnhoff, 1942
- Algonemertes Corrêa, 1954
- Ammonemertes Gibson, 1990
- Amphinemertes Coe, 1940
- Antarctonemertes Friedrich, 1955
- Arenonemertes Friedrich, 1933
- Asteronemertes Chernyshev, 1991
- Austroprostoma Stiasny-Wijnhoff, 1942
- Cyanophthalma Norenburg, 1986
- Divanella Gibson, 1974
- Itanemertes Corrêa, 1957
- Koinoporus Sánchez & Moretto, 1988
- Meionemertes Gibson, 1986
- Minutanemertes Senz, 1993
- Nemertellina Friedrich, 1935
- Nemertellopsis Friedrich, 1935
- Paraminutanemertes Senz, 1993
- Prostomatella Friedrich, 1935
- Prostomiopsis Friedrich, 1936
- Sacconemertella Iwata, 1970
- Sacconemertes Karling, 1933
- Sacconemertopsis Iwata, 1970
- Tetrastemma Ehrenberg, 1831